# Афанасьев, Михаил Иванович (генерал)
Михаил Иванович Афанасьев (2 [14] ноября 1883, Ермаковская, область Войска Донского — 12 октября 1937, Шанхай) — российский военачальник, генерал-лейтенант (1920), начальник тыла Особого Маньчжурского отряда (1918), начальник штаба Иркутского военного округа (1919); военный прокурор Соединённого Приамурского военного и военно-морского суда (1921—1922). Участник Первой мировой войны и Белого движения.

## Биография
Родился 2 (14) ноября 1883 года в станице Ермаковской Первого Донского округа области Войска Донского в казачьей дворянской семье подъесаула Ивана Афанасьева.
В 1901 году окончил Донской кадетский корпус и в тот же год вступил в военную службу.
В 1904 году окончил Михайловское артиллерийское училище и в чине хорунжего вступил в Донскую казачью артиллерию.
В 1912 году окончил Александровскую военно-юридическую академию и выпущен в 21-ю Донскую казачью батарею.
С 15 июня 1913 года — кандидат на военно-судебную должность при Виленском военно-окружном суде.
Участник Первой мировой войны.
С марта 1918 года помощник начальника юридического отдела, а затем начальник тыла Особого Маньчжурского отряда атамана Г. М. Семёнова. На 3 сентября 1918 года значился главным начальником снабжения Особого Маньчжурского отряда.
С октября 1918 года — помощник командира 5-го Приамурского отдельного корпуса.
С декабря 1918 по март 1919 года — начальник штаба 8-й Сибирской стрелковой дивизии. 15 января 1919 года зачислен в списки 1-го Особого Кавказского пластунского полка с правом ношения мундира полка.
С марта по май 1919 года — начальник штаба Иркутского военного округа.
15 мая 1919 года назначен начальником управления походного атамана Дальневосточных казачьих войск (назначение подтверждено 18 июня 1919 года).
С 1 сентября 1919 по 27 апреля 1920 года — начальник штаба походного атамана Дальневосточных казачьих войск. 27 декабря 1919 года вступил в должность главного начальника снабжений войск Дальнего Востока и Иркутского военного округа, а в январе 1920 года назначен помощником главнокомандующего всеми Вооружёнными силами Дальнего Востока и Иркутского военного округа атамана Г. М. Семёнова по военной части.
9 апреля 1920 года назначен начальником штаба походного атамана при главнокомандующем.
В конце 1921 года временно исполнял должность военного прокурора Соединённого Приамурского военного и военно-морского суда. С 10 апреля 1922 года — исполняющий должность военного прокурора того же суда.
Выехал в Японию, где с 1922 по 1923 год был председателем эмигрантской комиссии.
С 1923 года жил в Шанхае, где был секретарём комитета защиты прав и интересов русских. С 1926 по 1927 года состоял председателем распорядительного комитета офицерского собрания в Шанхае. Член-учредитель Казачьего союза, атаман Сводно-Донской станицы. Председатель правления Совета Русской национальной общины, а также участник работы многих других эмигрантских организаций в Шанхае.
Скончался 12 октября 1937 года в Шанхае.

## Чины
- хорунжий (1904)
- сотник (1906)
- подъесаул (1909)
- есаул (04.06.1912)
- переименован в капитаны (15.06.1913)
- подполковник (1915)
- полковник (1917)
- генерал-майор (04.01.1919)
- генерал-лейтенант (1920)

## Награды
- Орден Святого Владимира 3-й степени (09.04.1920)